# Claude Le Roy
Claude Le Roy (Bois-Normand-près-Lyre, 6 de fevereiro de 1948) é um ex-futebolista profissional francês, atualmente treinador, principalmente de equipes africanas,como Camarões em 1998, Gana, República Democrática do Congo, Congo.

## Títulos
Camarões
- Copa das Nações Africanas: 1988

Senegal
- Copa Amílcar Cabral: 1991

Oman
- Copa das Nações do Golfo: 2009